# حوزه انتخابیه چهلم کالیفرنیا
حوزه انتخابیه چهلم کالیفرنیا یک حوزه انتخابیه مجلس نمایندگان آمریکا است که در ایالت کالیفرنیا قرار دارد.